# Karawana (film 1923)
Karawana (The Covered Wagon) – pierwszy wielki western epicki. Opowieść o drodze przebytej przez osadników przebywających trasę pomiędzy stanami Kansas i Oregon. Film oparty na powieści Emersona Hougha.